# Palicourea laevigata
Palicourea laevigata là một loài thực vật có hoa trong họ Thiến thảo. Loài này được (Willd. ex Schult.) Beurl. mô tả khoa học đầu tiên năm 1854.